# Princess Royal Island (Nunavut)
Princess Royal Island ist eine unbewohnte Insel der Königin-Elisabeth-Inseln in Nunavut, Kanada. Die Insel liegt etwa einen Kilometer vor der Nordküste von Devon Island in der Bere Bay, einer Bucht des Belcher-Kanals am westlichen Ausgang der Norwegian Bay. Sie hat grob die Form eines gleichseitigen Dreiecks mit einer Kantenlänge von 4,5 Kilometern und einer Fläche von 9 km². Ein Kliff an ihrer Nordwestküste ist bis zu 143 Meter hoch.
Edward Belcher entdeckte die Insel auf der Suche nach der verschollenen Franklin-Expedition. Er sah sie erstmals am 28. August 1852 von Exmouth Island aus. Am 8. Mai des Folgejahres nahm er die Insel für die britische Krone in Besitz und gab ihr ihren heutigen Namen.